# Japonsko na Letních olympijských hrách 1956
Japonsko se účastnilo Letní olympiády 1956 v australském Melbourne. Zastupovalo ho 110 sportovců (94 mužů a 16 žen) ve 13 sportech.

## Medailisté
| Medaile | Jméno                                                                              | Sport                | Soutěž                     |
| ------- | ---------------------------------------------------------------------------------- | -------------------- | -------------------------- |
| Zlato   | Takaši Ono                                                                         | Sportovní gymnastika | Muži hrazda                |
| Zlato   | Masaru Furukawa                                                                    | Plavání              | Muži 200 m prsa            |
| Zlato   | Micuo Ikeda                                                                        | Zápas                | muži, volný styl do 78 kg  |
| Zlato   | Šózó Sasahara                                                                      | Zápas                | muži, volný styl do 63 kg  |
| Stříbro | Takaši Ono                                                                         | Sportovní gymnastika | Muži víceboj – jednotlivci |
| Stříbro | Takaši Ono Nobujuki Aihara Akira Kóno Masami Kubota Masao Takemoto Šindži Cukawaki | Sportovní gymnastika | Družstvo mužů              |
| Stříbro | Takaši Ono                                                                         | Sportovní gymnastika | Muži kůň našíř             |
| Stříbro | Nobujuki Aihara                                                                    | Sportovní gymnastika | Muži prostná               |
| Stříbro | Masami Kubota                                                                      | Sportovní gymnastika | Muži bradla                |
| Stříbro | Masahiro Jošimura                                                                  | Plavání              | Muži 200 m prsa            |
| Stříbro | Takaši Išimoto                                                                     | Plavání              | Muži 200 m motýlek         |
| Stříbro | Cujoši Jamanaka                                                                    | Plavání              | Muži 400 m volný způsob    |
| Stříbro | Cujoši Jamanaka                                                                    | Plavání              | Muži 1500 m volný způsob   |
| Stříbro | Šigeru Kasahara                                                                    | Zápas                | muži, volný styl do 70 kg  |
| Bronz   | Takaši Ono                                                                         | Sportovní gymnastika | Muži bradla                |
| Bronz   | Masao Takemoto                                                                     | Sportovní gymnastika | Muži hrazda                |
| Bronz   | Masao Takemoto                                                                     | Sportovní gymnastika | Muži bradla                |
| Bronz   | Masao Takemoto                                                                     | Sportovní gymnastika | Muži kruhy                 |
| Bronz   | Masami Kubota                                                                      | Sportovní gymnastika | Muži kruhy                 |